# White Knight 2
White Knight 2 (WK2) är en luftfarkost som är en uppföljare till White Knight. Den ska föra SpaceShipTwo (SS2) upp till tillräcklig höjd för att den skall kunna släppas och flyga med sin egen raketmotor upp i rymden.

WK2 har fyra jetmotorer från Pratt & Whitney och påminner om en tysk konstruktion från andra världskriget som hette Heinkel He 111 Zwilling ("Tvilling"). WK2 flög första gången 21 december 2008. Flygturen tog 59 minuter och farkosten nådde en höjd på 16 000 fot (4 880 meter).

Den 31 augusti 2011 flög WK2 för sjuttioandra gången. Två av flygturerna så långt har slutat med smärre olyckor vid landning. Under 2010–2011 har man femton gånger släppt SpaceShipTwo uppe i luften ifrån WK2 för att prova dess fjädrings-, glid- och landningsförmåga – alla försöken lyckades. För att bromsa farkosten inför landning viker man den uppe i luften med en fjädringsmekanism så att luftmotståndet ökar och farten minskar. Detta har provats vid ett par tillfällen. Vid ett tillfälle har man haft problem med mekanismen som släpper SS2 och försöket fick avbrytas.
Några beslut om kommersiell trafik har ännu inte tagits. När det blir aktuellt kommer trafiken att påbörjas i New Mexico där det finns en rymdhamn. Senare finns även planer på att flyga ifrån Esrange i Kiruna. Tillverkaren är Scaled composites och den första kunden heter Virgin Galactic.